# Yoshiya Takemura
Yoshiya Takemura (jap. 竹村 栄哉, Takemura Yoshiya; * 6. Dezember 1973 in der Präfektur Hiroshima) ist ein ehemaliger japanischer Fußballspieler.

## Karriere
Takemura erlernte das Fußballspielen in der Schulmannschaft der Sanyo High School. Seinen ersten Vertrag unterschrieb er 1992 bei Fujita Industries (Bellmare Hiratsuka). Der Verein spielte in der zweithöchsten Liga des Landes, der Japan Football League. 1993 wurde er mit dem Verein Meister der Japan Football League und stieg in die J1 League auf. 1994 gewann er mit dem Verein den Kaiserpokal. Für den Verein absolvierte er 23 Spiele. 1998 wechselte er zum Zweitligisten Mito Hollyhock. Für den Verein absolvierte er 24 Spiele. Im Mai 1999 wechselte er zum Zweitligisten Ōita Trinita. Für den Verein absolvierte er 98 Spiele. 2002 wechselte er zum Ligakonkurrenten Ōmiya Ardija. Für den Verein absolvierte er 25 Erstligaspiele. 2004 wechselte er zum Ligakonkurrenten Sagan Tosu. Für den Verein absolvierte er 60 Erstligaspiele. 2007 wechselte er zu V-Varen Nagasaki. Ende 2010 beendete er seine Karriere als Fußballspieler.

## Erfolge
Bellmare Hiratsuka
- Kaiserpokal

Sieger: 1994